# 澤田康広
澤田 康広（さわだ やすひろ）は、日本の法学者、元検事。日本大学法学部教授。元副学長（学生・就職、競技スポーツ担当）。

## 略歴
大阪府大阪市出身。日本大学法学部卒業。日本大学大学院法学研究科修了。1992年司法試験合格。2011年4月山口地方検察庁次席検事。東京地方検察庁総務部副部長、宇都宮地方検察庁次席検事を経て、2018年4月日本大学法学部法学科教授。

## 事件・不祥事
2023年8月5日、アメリカンフットボール部の学生寮で乾燥大麻と覚醒剤を所持したとして、部員1人が大麻取締法違反と覚醒剤取締法違反の両容疑で逮捕された。その後、澤田康広副学長が、寮で大麻である可能性が極めて高い植物片を発見し、警視庁に連絡するまで12日間、大学で保管していたことが発覚した。日本大学が設置した第三者委員会は、この澤田副学長の対応について、「世の中の常識（法律家の常識でもある）からは乖離した独自の判断基準の下で、得られた情報を自己に都合よく歪曲し、自らの対応を正当化し続けた結果、社会から本法人の隠蔽体質を疑わせ、本法人の信用を著しく失墜させた最大の原因であったといっても過言ではない。」と批判した。
2023年11月27日、日本大学アメリカンフットボール部での薬物事件の対応をめぐり、パワハラを受けたとして、林真理子理事長に対し、1000万円の損害賠償を求める訴えを東京地裁に起こした。2025年5月9日、東京地裁は「パワハラには当たらない」として澤田の請求を棄却した。

## 著書
- Next教科書シリーズ刑事訴訟法(第2版) 　弘文堂 2019年2月28日